# Kamienica przy ul. Marszałkowskiej 60 w Warszawie
Kamienica przy ul. Marszałkowskiej 60 – budynek mieszkalny w Warszawie. 

## Historia
Podczas powstania warszawskiego na ścianie kamienicy Perec Willenberg narysował zachowany wizerunek Jezusa, którego kopia została w 2013 roku umieszczona w Muzeum Powstania Warszawskiego.
Po II wojnie światowej obiekt został odbudowany i prawie całkowicie pozbawiony dekoracji fasady. Zachowały się jedynie dwa balkony pierwszego piętra.
W 2012 kamienica została ujęta w gminnej ewidencji zabytków m.st. Warszawy.
W 2023 roku na budynku odsłonięto tablicę upamiętniającą Pereca i Samuela Willenbergów.